# 利安姆·麥克安林德
利安姆·麥克安林德（英語：Liam McAlinden；1993年9月26日—）是一位在英格蘭出生的愛爾蘭足球運動員，在場上的位置是前鋒。他現在效力於英格蘭足球冠軍聯賽球隊伍尔弗汉普顿流浪足球俱乐部。他在2010年和狼隊簽訂了自己的首份職業合約。

## 外部連結
- Official Wolves profile（页面存档备份，存于）
- 足球数据库：利安姆·麥克安林德的球员统计数据